# Maurice Dulac
Pour les articles homonymes, voir Dulac.
Maurice Dulac, nom de scène et de plume de Maurice Georges Benaïm, est un chanteur et auteur-compositeur français, né le 9 octobre 1939 dans la Sarthe.

## Biographie
Dès sa petite enfance, il a le désir de chanter, ce qu'il fait d’ailleurs de bon cœur dès que la possibilité lui en est donnée.
Pour ses seize ans, il achète une guitare. 
Georges Brassens et Félix Leclerc qu’il côtoie, lui donnent envie d’apprendre à en jouer.
Maurice rencontre des musiciens professionnels qui l’encouragent à persévérer. 
Il se produit dans un petit cabaret parisien.  
Théo Légitimus l’accompagne à la guitare mais son épopée tourne court puisqu’en en automne 1959 il est appelé sous les drapeaux. 
Il part faire son service militaire, en Algérie, vingt-neuf mois dont douze au Sahara. Au retour, ne connaissant personne, il se faufile dans ce métier aidé par sa seule chance et son désir d’être un artiste et d’en faire son métier.
Il compose ses premières chansons et les interprète dans les cabarets de la Contrescarpe et notamment à La Scala, chez Jacky, rue Lacépède. 
Dans les années 1970, il connaît un assez joli succès avec ses chansons d'amour chantées en duo avec pour partenaire Marianne Mille. Par la suite, durant les années 1980, 1990 et 2000, il cogère un restaurant-cabaret (qui fermera ses portes en décembre 2003) dans le quartier Saint-Germain-des-Prés, baptisé Aux Assassins, 40, rue Jacob, connu pour être une sorte de conservatoire des chansons paillardes et fréquenté notamment par de nombreux étudiants en médecine. Maurice Dulac anime de joyeuses soirées où il chante des versions détournées (et très « salées ») des succès de Michel Sardou ou de Joe Dassin (En chantant devenait En m' b...lant ...entre autres).